# Callionymus enneactis
Callionymus enneactis är en fiskart som beskrevs av Bleeker, 1879. Callionymus enneactis ingår i släktet Callionymus och familjen sjökocksfiskar. Inga underarter finns listade.